# The Ultimate Incantation
The Ultimate Incantation prvi je studijski album poljskog death/thrash metal-sastava Vader. Diskografska kuća Earache Records objavila ga je 16. studenoga 1992. godine. Za pjesmu "Dark Age" snimljen je i spot.

## Popis pjesama
Glazba: Piotr "Peter" Wiwczarek.
| 1.    | »Creation (Intro)«      | instrumental     | 1:29 |
| 2.    | »Dark Age«              | Peter            | 4:40 |
| 3.    | »Vicious Circle«        | Paweł Wasilewski | 2:53 |
| 4.    | »The Crucified Ones«    | Peter            | 3:36 |
| 5.    | »Final Massacre«        | Wasilewski       | 4:55 |
| 6.    | »Testimony«             | Peter            | 4:00 |
| 7.    | »Reign Carrion«         | Peter            | 6:49 |
| 8.    | »Chaos«                 | Wasilewski       | 4:27 |
| 9.    | »One Step to Salvation« | nepoznata        | 3:48 |
| 10.   | »Demon's Wind«          | Peter            | 4:27 |
| 11.   | »Decapitated Saints«    | Peter            | 2:27 |
| 12.   | »Breath of Centuries«   | Wasilewski       | 4:51 |
| 48:25 |                         |                  |      |

## Zasluge
Vader
- Peter - vokali, gitara
- Doc - bubnjevi
- Jackie - bas-gitara[2]
- China - gitara[2]

Ostalo osoblje
- Tomek Malinowski – fotografije
- Francesca Hollings – fotografije
- Paul Johnston – produkcija, inženjer zvuka
- Dan Seagrave – omot albuma